# Rai 1
Rai 1 (Rai Uno) — італійський телеканал державної телерадіокомпанії Rai. В ефір виходять випуски новин TG1, шоу, інтерв'ю, фільми, а також безліч різних розважальних передач.

## Історія
Канал було засновано 3 січня 1954 року. З 1983 по травень 2010 року під назвою каналу Rai Uno.

## Програма
- Ora o mai più

### Новини та інформація
- TG1, головна служба новин
- ТВ7 (щотижневий журнал новин)
- Unomattina (ранкова програма),
- Linea Verde (природа і сільське господарство)
- Porta a Porta (нічне соціально-політичне ток-шоу)
- Super Quark (наукові та документальні фільми)
- Appuntamento al Cinema (превью кіно)
- TG1 Economia (економічні новини)
- Speciale TG1  (архів і документальна інформація)
- ТВ7  (документальна передача)
- TG Parlamento  (політика і новини)
- Метео Uno  (прогноз погоди)
- Settegiorni  (політика і новини)
- Lineablu  (море, рибалка)
- Passaggio Nord Ovest  (документальна передача)
- Суа Immagine  (релігія)
- TG Спорт  (спортивні новини)

## Джерело
- Rai 1 [Архівовано 14 жовтня 2017 у Wayback Machine.]

| Телебачення | Це незавершена стаття про телебачення. Ви можете допомогти проєкту, виправивши або дописавши її. |